# Brachyctenistis serricornis
Brachyctenistis serricornis är en fjärilsart som beskrevs av Paul Dognin 1913. Brachyctenistis serricornis ingår i släktet Brachyctenistis och familjen mätare. Inga underarter finns listade i Catalogue of Life.